# 72
72 је била преступна година.

## Догађаји
- Википедија:Непознат датум — Започета градња римског колосеума која је завршена око 81. године, амфитеатар се користио за гладијаторске игре и јавне спектакле, као што су битке на мору, реконструкције познатих битака и драме класичне митологије.

- Антиоха IV из Сирије свргнуо је цар Веспазијан.
- Први јеврејско-римски рат: Римска војска под командом Секста Луцилија Баса опседа јеврејски гарнизон Макера на Мртвом мору. Након што капитулирају, Зилотима је дозвољено да напусте тврђаву пре него што она буде уништена.
- Римљани су опсели Масаду, пустињску тврђаву коју су држали Сикари.
- Основана је Флавија Неаполис (Наблус).
- 3. јул –Умро Апостол Тома, хришћански проповедник и мученик